# Веймаранер
Веймара́нер або ве́ймарська ляга́ва (нім. weimaraner) — універсальний мисливський собака, який відповідно до класифікації Міжнародної Кінологічної Федерації (МКФ) входить до групи 7 «Мисливські собаки», секції 1.1 «Континентальні лягаві» і типу «Пойнтери». Веймаранер має такі мисливські риси, як швидкість, витривалість, чудовий нюх і зір, хоробрість та інтелект.

## Історія породи
Існує кілька теорій про походження веймарського пойнтера. Найдостовірнішим є те, що веймаранерів розводили при веймарському дворі герцога Карла Августа Саксен-Веймар-Айзенахського (1757—1828) на початку ХІХ століття. З метою поправи нюху, ходи, витривалості прототип веймаранера схрещували з пойнтерами, французькими гончаками і бладгаундами. Так був створений універсальний мисливський собака, здатний вистежувати та апортувати дичину. Перший клуб породи був створений в Німеччині в 1897 році. До 1929 року розведення цієї породи суворо контролювалося Клубом заводчиків веймаранерів і не допускалося до розведення за межами Німеччини.

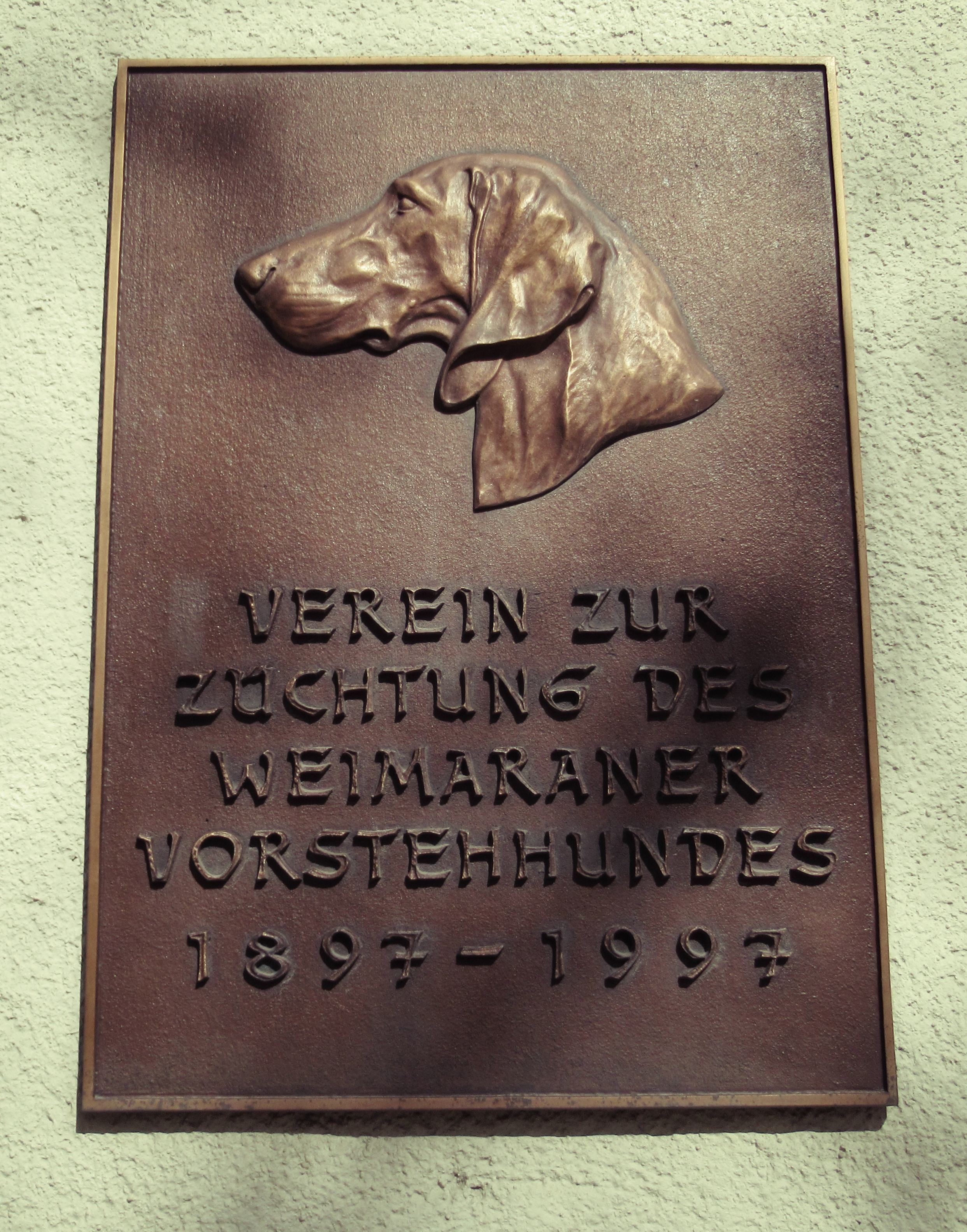
Пам'ятна дошка у Веймарі з нагоди 100-річчя заснування Асоціації з розведення веймарського лягавого собаки

Великий герцог Німеччини Карл Август використовував веймаранерів для полювання на велику дичину, як-от вовків, ведмедів, оленів, вепрів тощо. Але з часом, коли кількість великих звірів у Європі зменшилася, веймаранер перетворився на мисливця на дрібну дичину. Наприкінці 1920-х років порода потрапила до Америки, де її популярність зросла в 1950-х роках завдяки таким знаменитостям, як Грейс Келлі, президент Дуайт Айзенхауер, актор і телевізійний продюсер Дік Кларк. Відомий американський митець-фотограф Вільям Вегман ще більше підвищив популярність породи своїми всесвітньо відомими фотопортретами веймаранера.

## Опис породи
Зовнішній вигляд

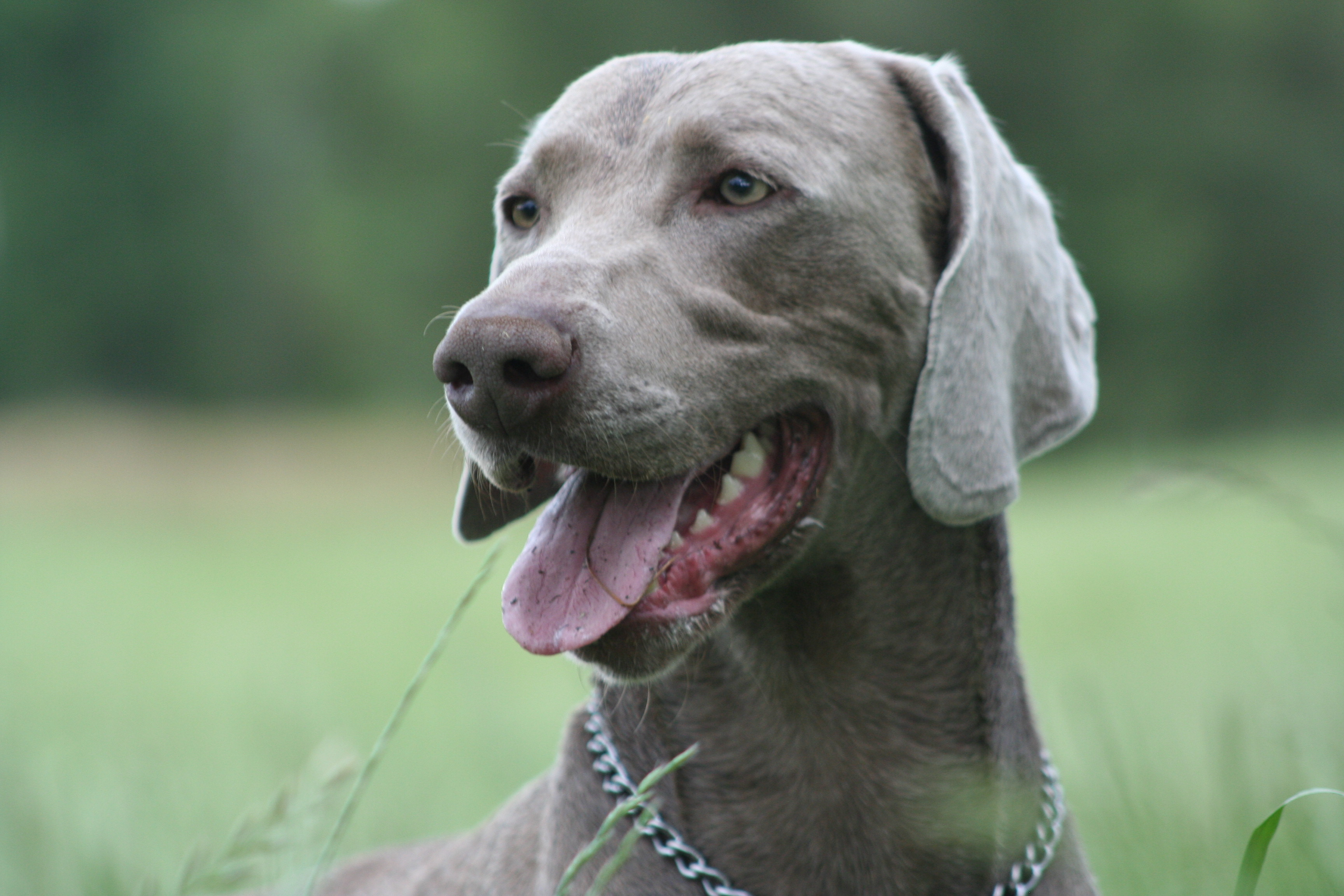
Веймаранер

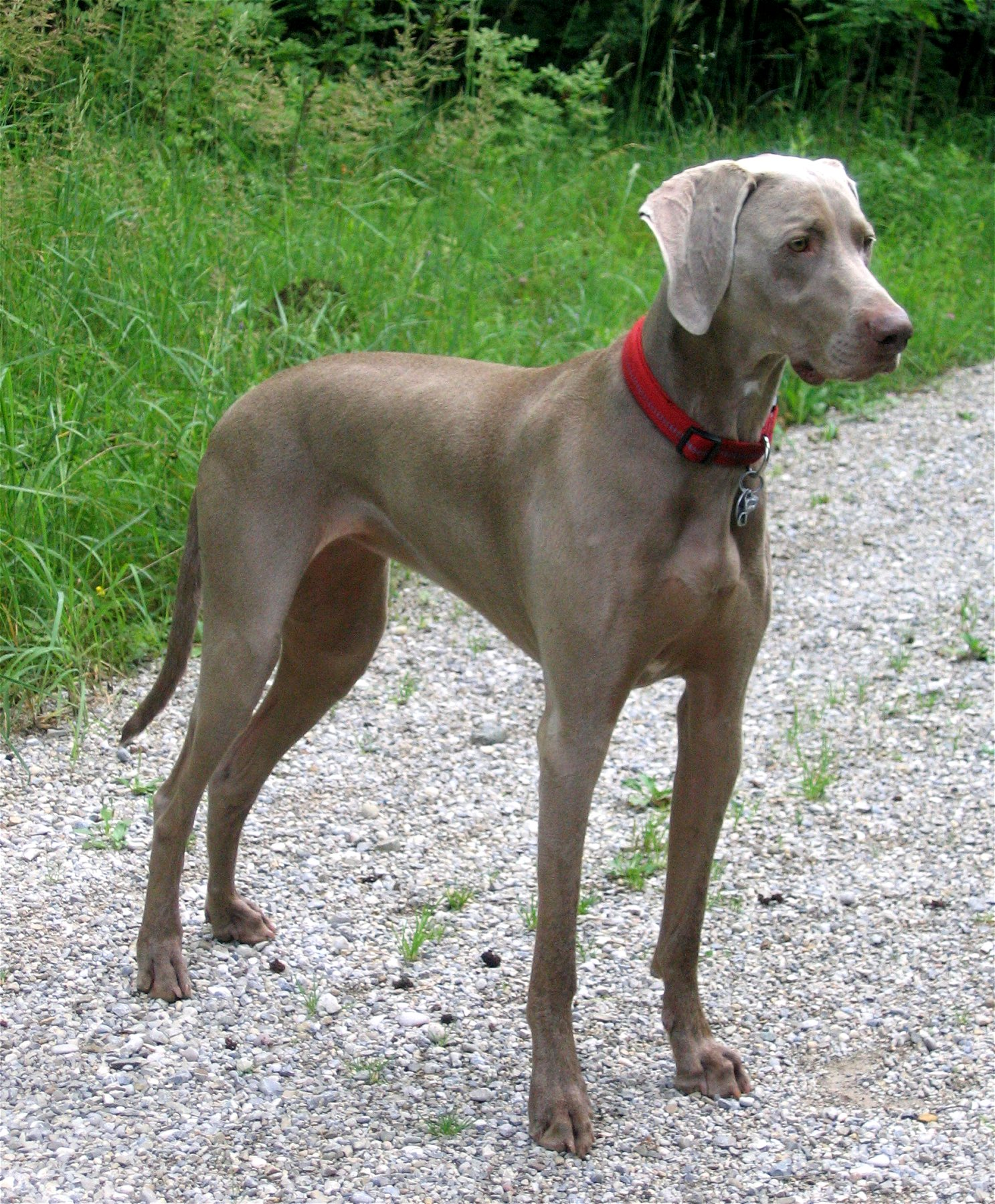
Короткошерстий веймаранер

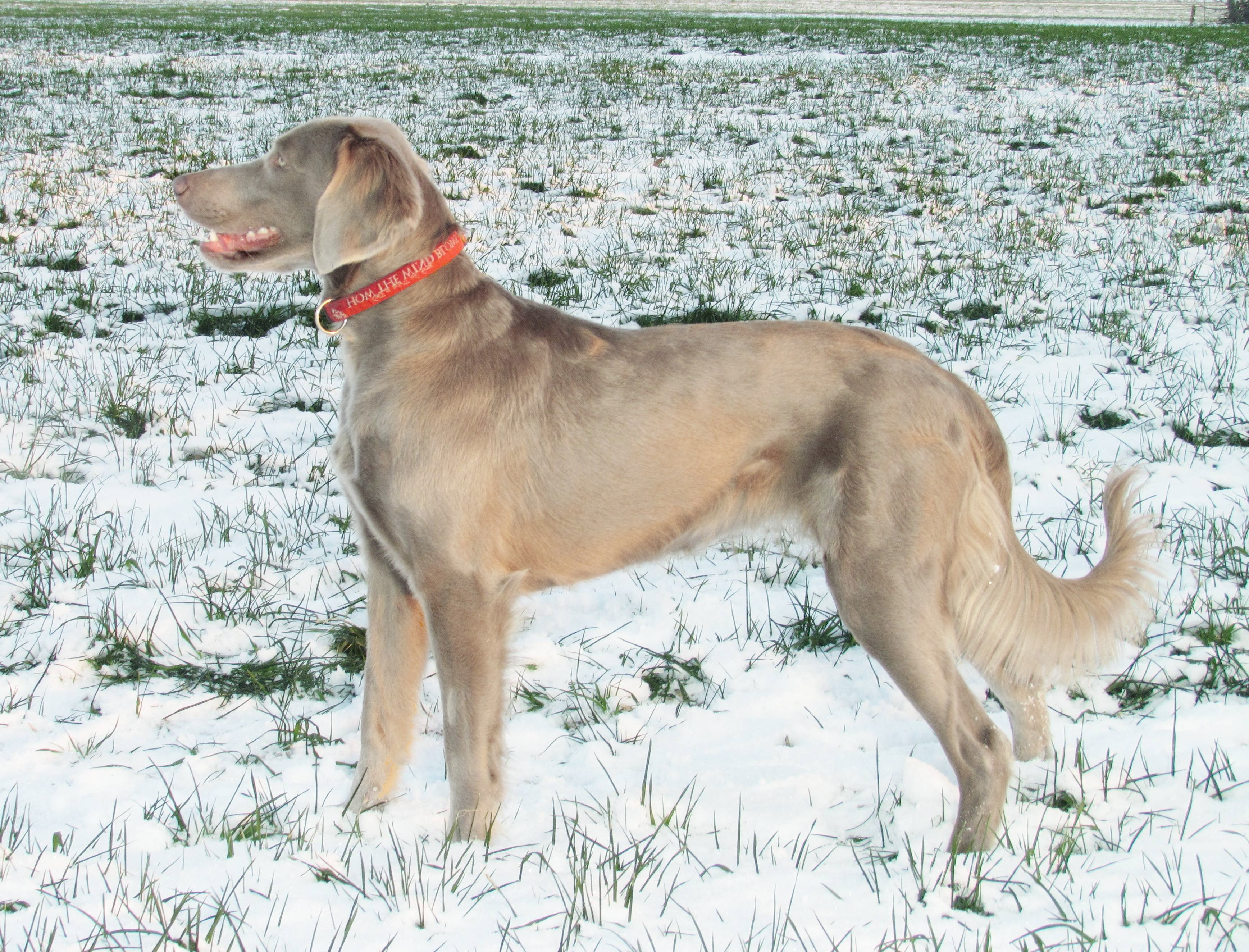
Довгошерстий веймаранер

Веймаранер має атлетичний вигляд. Голова досить довга, щелепи міцні, шия довга, м'язиста, злегка вигнута і кругла в поперечному перерізі.
Тіло має рівну лінію спини, глибоку грудну клітку з широко розставленими ребрами.
Прямокутний силует з чіткими, гармонійними лініями, компактний з чітко вираженою холкою; підкреслена класична скульптура м'язів, шкіра прилягає, але не натягнута.
Кінцівки довгі, прямі, сильні, добре обмускулені, поставлені паралельно і досить вузькі. Лапи спрямовані прямо вперед, компактні, округлі, з трохи довшими середніми пальцями. Веймаранери — чудові водяні собаки, завдяки перетинчастим лапам.
Хвіст посаджений трохи нижче, ніж у аналогічних пород, міцний, добре оперений. Коли собака перебуває в стані спокою, хвіст опущений, коли збуджена — несе його горизонтально або вище. Традиційно хвіст може бути купіруваний. Так за стандартом породи Американського кінологічного клубу купірований хвіст має мати приблизно 15 см у дорослої собаки. У деяких країнах купірування хвоста є незаконним, там породу демонструють із цілим хвостом. Стандарт породи німецького кінологічного клубу вимагає повного міцного хвоста.
Вуха оксамитові, плоскі, широкі й відносно довгі, доходять приблизно до куточків губ. Посаджені високо, закруглені на кінцях, гофровані. Коли веймаранер насторожений і прислухається, вони трохи повернуті вперед.
Очі веймаранера з розумним виразом, можуть бути світло-бурштиновими, сірими або блакитно-сірими, у цуценят — блакитні.
Ніс темного або сірого кольору, великий, широкий, з прямою перетинкою. Щелепи міцні; зуби повні, правильні та міцні.
Масть
Коротка шерсть і незвичайні очі цієї породи надають їй виразного королівського вигляду. Шерсть коротка, жорстка та гладка на дотик і може варіюватися від вугільно-блакитного до мишачо-сірого чи сріблясто-сірого або навіть блакитно-сірого кольору. Там, де шерсть тонка або відсутня, наприклад у вухах, або на губах, шкіра має бути рожевою, а не білою чи чорною. Ця порода не має підшерстя, тому від сильних холодів її слід оберігати. Хоча шерсть у них коротка, проте здатна линяти.
У листопаді 2009 року та з 1 січня 2010 року United Kennel Club (UKC) зняв дискваліфікацію відповідно як з блакитних, так і з довгошерстих веймарських собак. Собаки з блакитною шерстю дискваліфіковані з показових змагань, але AKC визнає їх чистокровними веймаранерами.
Довгошерстий різновид хоча менш популярний, ніж короткошерстий, визнається більшістю кінологічних клубів у всьому світі, за винятком Американського кінологічного клубу. Довгошерстий веймаранер має шовковисту шерсть завдовжки від 3 до 5 см, із оперенням на тильній стороні лап і некупірованому хвості. Ген цього різновиду є рецесивним, тому розведення дозволить отримати довгошерстих цуценят, лише якщо обоє батьків мають цю ознаку.
Розміри породи
Відповідно до стандарту МКФ, самці веймаранера мають розміри від 59 до 70 см (23-28 дюймів) у холці. Зріст самки становить від 57 до 65 см (від 22 до 26 дюймів). Самці зазвичай важать близько 30-40 кг (66-88 фунтів), а самки — 25–35 кг (55–77 фунтів). Веймаранер повинен мати вигляд м'язистого, спортивної статури собаки.
Поведінка, характер і темперамент
Веймаранер вірний, розумний і енергійний собака, якого цінують за фізичну витривалість. Він має сильний інстинктивний потяг до здобичі. Погано переносить неробство. Він може терпіти котів, але зазвичай цього не робить: піддаючись спокусі полювати, може переслідувати та вбивати будь-яку маленьку тварину, яка заходить на його територію.
Веймаранер швидко вчиться, домінантний. Потребує частих вправ і буде вдячний за ігри. Охоче плаває, бігає за м'ячем або фризбі, любить тривалі прогулянки, проявляє велику витривалість. Активний власник повинен забезпечити необхідні інтенсивні вправи та ігри. Може бути добрим сімейним собакою, оскільки легко і віддано прив'язується до домашніх.
Проте, веймаранер вимагає відповідної підготовки, щоб навчитися бути спокійним і контролювати свою поведінку.
Веймаранери не є самодостатніми собаками і люблять бути зі своїм господарем. Коли їх залишити на самоті, це може викликати у них дуже сильну тривогу розлуки. Веймаранер із сильним страхом від розлуки може гавкати, скиглити, вити, може знищити майно або поранити себе, намагаючись втекти. Відповідна підготовка може трохи приборкати тривогу розлуки.
У окремих особин можуть виявлятися аномалії в поведінці, як-от надмірна агресивність до собак або людей, надмірний страх.

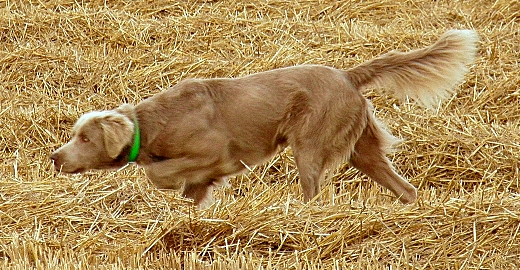
Довгошерстий веймаранер на полюванні

Мисливські риси породи
Веймаранери — це всебічно розвинені мисливські собаки, які чудово вміють полювати: вистежувати, наводити, ловити та апортувати здобич як на суші, так і у воді. Вистежуть наполегливо, але без зайвого ентузіазму. Цінують їх за чудовий нюх та хижацьку кмітливість. Особливо вони надаються для роботи після пострілу.
Веймаранери дуже орієнтовані на людей з сильним бажанням жити й полювати зі своїми господарями, що робить цю породу хорошим вибором для мисливця-початківця. Під час навчання полюванню йому потрібен ніжний дотик, та найкраще він вчиться у досвідченого мисливського собаки.
Веймаранер має середню здатність до охорони та захисту. В даний час його також розводять як сімейного собаку, але він вимагає правильного керівництва і буде слухатися тільки авторитетного провідника. Не рекомендується для сімей з маленькими дітьми.

## Здоров'я і догляд
Для веймаранера найважливішим є рух (хоча б кілька годин на день). Не рекомендується тримати його в малій квартирі.
Він втрачає мало шерсті. Розчісувати собак цієї породи потрібно раз на тиждень по 10 хвилин, а під час линьки — щодня.
Найпоширенішими захворюваннями веймаранерів є пупкова грижа, дворядні вії, крипторхізм, проблеми зі шкірою та мастоцитома. Як і всім великим собакам, веймаранерам загрожує перекрут шлунка, що найчастіше призводить до смерті. Тривалість життя: 11-14 років.